# バシュカ (クロアチア)
バシュカ（クロアチア語: Baška、ドイツ語: Weschke、イタリア語: Bescanuova）は、クロアチアのクルク島の南東部に位置するプリモリェ＝ゴルスキ・コタル郡の小さな町である。

## 位置・市勢
クルク島の南東部にある。クルクから16km、本土とクルク島を結ぶクルク橋からは約36km。最寄りの空港はクルク島のオミサリ近くのリエカ空港（RJK）。人口は899人、基礎自治体で1,673人（2021年調査時点）。
旧市街のすぐ目の前には「ヴェール・プラジャ」（Vela plaža＝大きな海岸）と呼ばれる海岸が広がり、クルク島で最も有名なリゾート地となっている。

## 歴史
先史時代からイリュリア人が住んでいたと考えられており、現在の港の周辺には紀元前2世紀ごろにローマ人入植者が築いた教会や住居の痕跡が見つかっている。10世紀末にヴェネツィア共和国の植民地になった。13世紀ごろの文書には、丘の上に建つ「ベシュカ城」（Castellum Besca）の周りに人々が住んでいたという記録があり、1380年にヴェネツィア人が城を焼き払ったあと人々は徐々に山を下り、海岸沿いに住むようになった。ヴェネツィア共和国の支配は1815年まで続き、その後オーストリア帝国の支配下に置かれた。
1900年ごろには約4,000人が暮らしており、漁業や農業、ワインの製造、木材やレンガの生産などを営んでいた。第一次世界大戦後の1918年から1920年の2年間はイタリアに併合され、第二次世界大戦後はユーゴスラビア社会主義連邦共和国に、そして1991年のユーゴスラビア解体によってクロアチア領となった。

## 観光業の発展
リゾート地としてのバシュカの発展には、チェコの実業家エミール・ガイストリッヒ（Emil Geistlich,1870-1922）が深く関わっている。
1904年、バシュカの有力者たちは観光客を呼び込もうと「町の美化協会」という組合を作った。ドイツやイタリアで宣伝し、2年後には町で最初のホテルが開業したが、結果は思うようにいかなかった。
プラハに住む実業家のエミール・ガイストリッヒは、バシュカについて書かれた記事を読んで大いに関心を持ち、1909年に12歳の娘と友人を連れてクルク島を訪れた。この時代はリエカから船が出ていた。組合のメンバーと面会した彼は、この町をチェコで宣伝する約束を交わし資本提携を結んだ。
アドリア海沿岸には有名なリゾートがいくつかあったが、いずれもドイツやイタリアの富裕層が集まる高級リゾートになっていた。ガイストリッヒはそこに着目し『アングロサクソンやラテン民族がいないスラブ民族のための静かなリゾート』という謳い文句で、チェコの中産階級をターゲットにして宣伝した。最初の夏の観光客は40人程度だったが、翌年は1,000人を超えるチェコ人が訪れた。ガイストリッヒ自身も海辺にホテルとチェコ料理のレストランを開業し、妻がホテル経営を担当した。
1922年7月7日、ガイストリッヒはバシュカを訪問中に肺炎を患い、51歳で亡くなった。彼はこの地に埋葬され、1928年に海岸に記念碑が建てられた。

## 名所・旧跡
- バシュカ城遺跡（Baška Castle）

入り江を望む東側の丘の上に石積みの城跡がある。1232年の文書には「ベシュカ城」（Beska）と記されている。1380年にヴェネツィア人に城を焼き払われたあと、人々は海辺に移ってバシュカの集落を築いた。人々が住んでいた場所は現在は墓地になっている。
- 聖ルチア教会（Crkva svete Lucije）

旧市街から北へ1.8キロメートルのユランドヴォル（Jurandvor）にある、ロマネスク様式のカトリック教会。1100年に作られた「バシュカの石碑」が教会の床にあったことから、この時代に建てられたと考えられている。教会の隣には1590年ごろまであったベネディクト会修道院の廃墟がある。

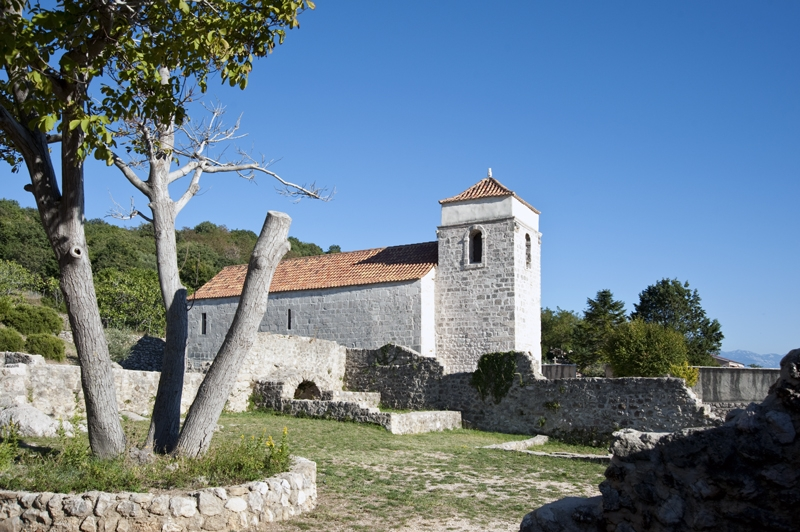
聖ルチア教会と修道院の跡

- バシュカの石碑（Baška Tablet）

1851年に聖ルチア教会の床から見つかったクロアチア最古の石碑である。1097年、当時のクロアチア国王が教会のための土地を分け与えたことや、立会人の名前などがグラゴル文字で記されている。教会の展示品はレプリカで、本物はザグレブのクロアチア科学芸術アカデミーに保管されている。

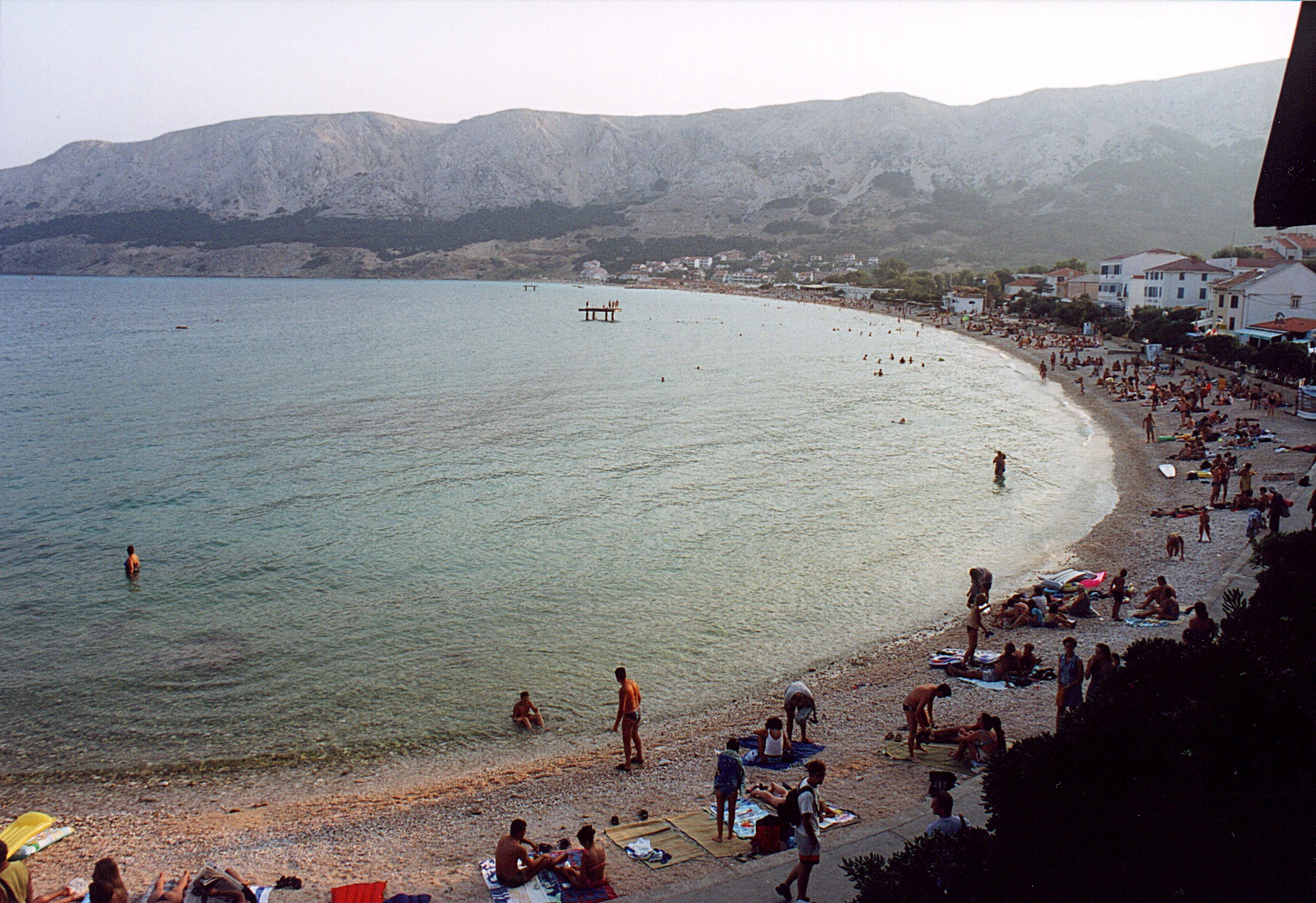
バシュカの海岸線

- ヴェラ・プラジャ ビーチ（Vela plaža）

長さが1.8キロメートルあるアドリア海最大級の海岸である。1999年に国際NGO FEE（国際環境教育基金）が定めるブルーフラッグビーチに認定された。周辺にも30か所あまりのビーチが点在する。

## 気候
夏は短いが暖かく、ほとんどの日が晴れている。冬は寒く、雨が多く風も強い。年間を通じて1.6℃を下回ったり、33.8℃を超えることが滅多にない。最も雨が多いのは11月で、少ないのは7月である。最も早い日の出は6月15日5時13分、最も遅い日の出は1月2日7時39分。最も早い日の入りは12月9日16時19分、最も遅い日の入りは6月26日20時51分。2024年には、3月31日から10月27日まで夏時間(DST)が採用された。
| バシュカ, 2016-2023の気候 | バシュカ, 2016-2023の気候 | バシュカ, 2016-2023の気候 | バシュカ, 2016-2023の気候 | バシュカ, 2016-2023の気候 | バシュカ, 2016-2023の気候 | バシュカ, 2016-2023の気候 | バシュカ, 2016-2023の気候 | バシュカ, 2016-2023の気候 | バシュカ, 2016-2023の気候 | バシュカ, 2016-2023の気候 | バシュカ, 2016-2023の気候 | バシュカ, 2016-2023の気候 | バシュカ, 2016-2023の気候 |
| 月                        | 1月                       | 2月                       | 3月                       | 4月                       | 5月                       | 6月                       | 7月                       | 8月                       | 9月                       | 10月                      | 11月                      | 12月                      | 年                        |
| ------------------------- | ------------------------- | ------------------------- | ------------------------- | ------------------------- | ------------------------- | ------------------------- | ------------------------- | ------------------------- | ------------------------- | ------------------------- | ------------------------- | ------------------------- | ------------------------- |
| 平均最高気温 °C （°F）    | 9 (48)                    | 9 (49)                    | 13 (55)                   | 17 (62)                   | 21 (70)                   | 25 (77)                   | 28 (83)                   | 28 (83)                   | 23 (74)                   | 18 (65)                   | 13 (56)                   | 10 (50)                   | 17.8 (64.3)               |
| 日平均気温 °C （°F）      | 6 (42)                    | 6 (43)                    | 9 (48)                    | 13 (55)                   | 17 (63)                   | 21 (70)                   | 24 (75)                   | 24 (75)                   | 19 (67)                   | 15 (59)                   | 11 (51)                   | 7 (44)                    | 14.3 (57.7)               |
| 平均最低気温 °C （°F）    | 3 (37)                    | 3 (37)                    | 6 (42)                    | 9 (48)                    | 13 (55)                   | 17 (62)                   | 19 (66)                   | 19 (66)                   | 15 (59)                   | 12 (53)                   | 7 (45)                    | 4 (39)                    | 10.6 (50.8)               |
| 降水量 mm （inch）        | 66 (2.6)                  | 69 (2.7)                  | 66 (2.6)                  | 71 (2.8)                  | 71 (2.8)                  | 64 (2.5)                  | 46 (1.8)                  | 64 (2.5)                  | 102 (4.0)                 | 107 (4.2)                 | 109 (4.3)                 | 89 (3.5)                  | 924 (36.3)                |
| 出典：Wether Spark        |                           |                           |                           |                           |                           |                           |                           |                           |                           |                           |                           |                           |                           |